# Fronteira Ruanda–Uganda
A fronteira entre Ruanda e Uganda é a linha que se estende por 169 km no sentido leste-oeste ao norte de Ruanda, separando o país do território de Uganda. Seu extremo oeste é a fronteira tríplice dos dois países com a República Democrática do Congo, nas proximidades de Ruhengen (Ruanda). No leste a tríplice fronteira é com a Tanzânia.

## Descrição

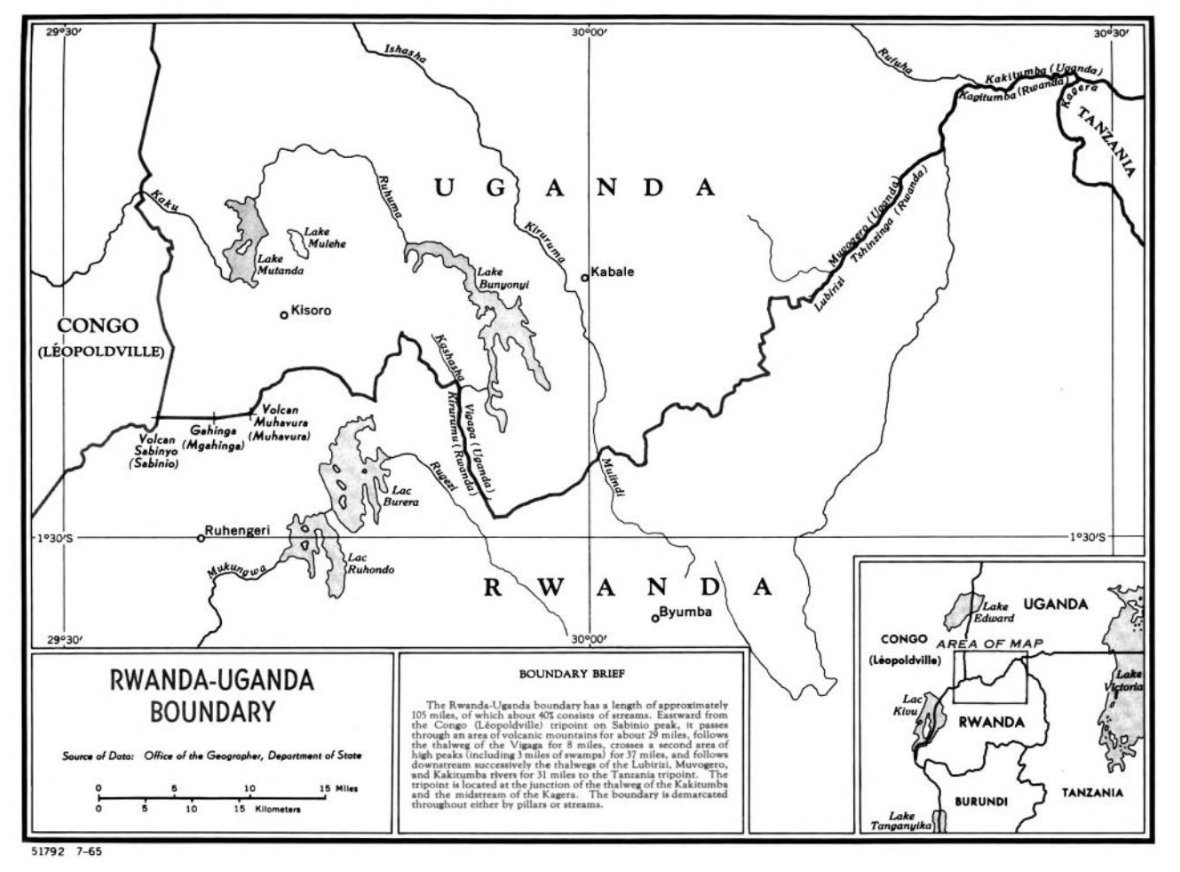
Mapa da fronteira entre Ruanda e Uganda.

Cerca de 40% da fronteira entre Ruanda e Uganda consiste em vias navegáveis.  A fronteira começa na tríplice fronteira com a República Democrática do Congo no cume do Monte Sabyinyo e atravessa inicialmente uma área montanhosa de origem vulcânica e o talvegue do rio Vigaga. A rota em seguida atravessa uma segunda área montanhosa para posteriormente seguir o talvegue dos rios Lubirizi, Muvogero e Kakitumba até a tríplice fronteira com a Tanzânia. 
A fronteira separa as províncias ruandesas do Norte e do Este da região ugandesa do Oeste (distritos de Kabale, Kisoro e Ntugamo), bem como um pequeno fragmento do reino tradicional de Ankole. Atravessa os vulcões extintos Sabinio, Mgahinga e Muhabura nas Montanhas Virunga, reunindo o Parque Nacional dos Vulcões de Ruanda, o Parque Nacional Mgahinga Gorilla de Uganda e o Parque Nacional de Virunga na vizinha República Democrática do Congo.
Ambos os países encerraram suas disputas fronteiriças com um acordo em abril de 2010 com a demarcação da fronteira entre Kisoro (Uganda) e Ruhengeri (Ruanda), por meio de uma Comissão Conjunta de Fronteiras que iniciou seus trabalhos em 2007.